# 1587 pr. n. št.
1587pr. n. št. je bilo leto predjulijanskega rimskega koledarja.
Oznaka 1587 pr. Kr. oz. 1587 AC (Ante Christum, »pred Kristusom«), zdaj posodobljeno v 1587 pr. n. št., se uporablja od srednjega veka, ko se je uveljavilo številčenje po sistemu Anno Domini.

## Rojstva
- Čeng Tang, prvi kralj kitajske dinastije Šang (* 1675 pr. n. št.)